# Lilliputocoris
Tribu
Genre
Lilliputocoris est un genre d'insectes hétéroptères (punaises) de la famille des Rhyparochromidae, le seul de la tribu monotypique des Lilliputocorini.

## Description
Les Lilliputocorini sont de toutes petites punaises de taille inférieure à 2 mm de long (parfois moins de 1,4 mm), de couleur de jaune-brun brillant ou sub-brillant, et au corps légèrement aplati. Tous les stigmates (ou spiracles) abdominaux sont ventraux. Les ocelles sont situées entre les yeux et légèrement en arrière de ceux-ci. Les antennes sont légèrement en massue, le premier segment dépassant le tylus, parfois nettement. Il n'y a pas de latérotergite intermédiaire entre le connexivum et les tergites. La face dorsale et le dessous de l'abdomen sont habillés de longues soies. Le pronotum, le scutellum et les hémélytres sont grossièrement ponctués. Le pronotum a des marges sinuées, parfois crénelées vers l'arrière. Le clavus est large. Le bord latéral de la corie est sinué (parfois crénelé) et sa marge postérieur est concave. L'auricule de la glande odoriférante est dirigé vers l'avant, un critère unique. Les fémurs antérieurs n'ont pas d'épine et les tarses n'ont que deux articles. Les formes brachyptères et microptères sont fréquentes. La réduction des ailes relève chez les Lilliputocoris d'un dimorphisme sexuel, cas unique chez les Lygaeoidea, avec des mâles macroptères et des femelles staphylinoïdes. Les juvéniles ne présentent pas de suture abdominale terminée à l'extrémité par un « Y », et n'ont des ouvertures de glandes odoriférantes qu'entre les tergites 3 et 4 et 4 et 5,.

## Répartition et habitat
Ce genre est présent est présent dans presque toutes les régions tropicales : dans le Nord de l'Australie, en Nouvelle-Guinée, à Bornéo, à Ceylan (L. exiguus), au Népal, aux Seychelles, au Ghana, en Afrique du Sud (L. coatoni) et au Brésil (L. neotropicalis).

## Biologie
Ces punaises vivent, pour certaines, dans la litière de la forêt tropicale, mais leur biologie n'est par ailleurs pas connue.

## Systématique
James Alex Slater (1920-2008) et Thomas Emmanuel Woodward (1918-1985) ont créé le genre en 1979 et la tribu en 1982, séparant cette dernière des Antillocorini dans laquelle le genre avait été placé de manière provisoire. Les Lilliputocorini formeraient un clade avec les Antollocorini et les Lethaeini, ces derniers étant leur groupe frère. Il s'agirait d'un groupe ancien, réparti par éléments isolés dans les régions tropicales de différentes parties du monde.
Avec le déplacement d'une espèce initialement décrite dans le genre Tomocoris, (L. punctatus), dix espèces ont été décrites,,, certaines connues uniquement à partir d'un seul spécimen connu (L. exiguus, L. ghanaensis, L. neotropicalis), mais il semble que plusieurs autres restent à décrire. Notamment, O'Donnell et Schaefer ont publié un article sur des spécimens récoltés à Madagascar et non encore décrits, avec potentiellement cinq espèces différentes et plusieurs espèces nouvelles.
L'espèce type du genre est Lilliputocoris exiguus.

### Étymologie
Le nom de genre est dérivé de Lilliput, l'île imaginaire de Jonathan Swift (1667–1745) où les humains sont de taille minuscule, par référence à la taille minuscule de ces insectes.

### Liste des espèces
Selon BioLib (26 décembre 2022), complété à partir de Lygaeoides Species Files :
- Lilliputocoris coatoni Slater, 1994
- Lilliputocoris exiguus Slater & Woodward, 1979
- Lilliputocoris ghanaensis Slater & Woodvard, 1982
- Lilliputocoris grossocerata Slater & Woodvard, 1982
- Lilliputocoris neotropicalis Slater & Woodvard, 1982
- Lilliputocoris punctatus (Woodward, 1959)
- Lilliputocoris seychellensis Slater & Woodvard, 1982
- Lilliputocoris slateri Štys, 1987
- Lilliputocoris taylori Slater & Woodvard, 1982
- Lilliputocoris terraereginae Slater & Woodward, 1982